# Къща на Яблански
Къщата на Яблански e известна сграда в центъра на София от началото на ХХ в., която носи много от стиловите елементи на архитектурния барок.
Намира се адрес бул. „Цар Освободител“ 18. Обявена е за паметник на културата през 1955 г.

## История
Сградата е построена през 1906 – 1907 година по поръчка на финансиста Димитър Яблански и по проект на австрийския архитект Фридрих Грюнангер. Външната украса е дело на дворцовия декоратор Андреас Грайс.
След Деветосептемврийския преврат през 1944 г. къщата е национализирана и до 1991 г. в нея се намира посолството на Китайската народна република. След 1991 г. е реституирана на наследниците на Яблански, които я продават на Първа частна банка. През 1996 г. банката фалира и собствениците на сградата се сменят многократно. В началото на XXI век сградата е собственост на фирма „Драфт“ ЕООД. През 2003 г. арх. Драгомиров прави проект за собственика на „Драфт“, който предвижда надстрояване на къщата с 46-метрова сграда. Проектът е спрян от Столичния общински съвет.
През 2006 г. сградата е включена в списъка на самосрутващите се сгради. Въпреки усилията на общината и обществеността, собствениците на къщата дълго време не предприемат действия за реставрацията ѝ. През юни 2009 година започват ремонтни работи. Сградата трябва да запази оригиналния си външен вид, като бъде превърната в ресторант. След ремонта сградата се ползва като частен затворен клуб.

## Архитектура
В архитектурно отношение сградата е издържана в бароков стил с ренесансови елементи на украсата, а щукатурата в интериора е в стил рококо. Мансардният етаж играе роля в артистично-художественото оформление на сградата, разнообразено от балконски перила от ковано желязо и няколко скулптурни картуша с женски фигури. Мебелите и материалите са доставени специално от Виена.
- Къщата на Яблански, около 1920 г.
- Верандата (2008 г.)
- Перилата от ковано желязо на балкона над верандата (2008 г.)
- Поглед към задната фасада и двор на къщата (2008 г.)
- Декорация под прозорците (2010 г.)
- Верандата в ремонт през април 2010 г.